# Fraisthorpe
Fraisthorpe är en by i civil parish Barmston, i distriktet East Riding of Yorkshire, i grevskapet East Riding of Yorkshire, i England. Byn är belägen 6 km från Bridlington. Fraisthorpe var en civil parish 1866–1896 när blev den en del av Fraisthorpe with Auburn and Wilsthorpe. Civil parish hade 95 invånare år 1931. Byn nämndes i Domedagsboken (Domesday Book) år 1086, och kallades då Frestintorp.